# Tommy Brandt
Tommy Brandt (né le 13 septembre 1981) est un acteur pornographique gay, qui a tourné pour Falcon Studios et Studio 2000.
Généralement passif à l'écran, il a également joué comme actif. Il habite à Santa Cruz (Californie).

## Videographie
- Addiction 1 (Jocks Video Pac 115) de Chi Chi LaRue, avec Aiden Shaw, Josh Weston, Danny Vox, Maxx Diesel, Brad Benton, Ken Houser, Alec Martinez, Trent Atkins, Rob Romoni et Danny Lopez.
- Alone With Volume 2 (Falcon Studios) avec Roland Dane, Kirk Brady, Corey Summers, Robert Balint, Alexandru Cuza, Istvan Csazar, Cameron Fox et Jackson Price.
- Bad Boys Club (Studio 2000) de John Travis, Doug Jeffries et Derek Kent, avec Trevor Knight, Ryan Alexander, Rafael Alencar, Matt Van Dorn, Cody Cash, Luciano Haas et Chip Noll.
- The Dark Side (Falcon Video Pac 142) avec Justin Dragon, Josh Weston, Josh Harting, Jason Tyler, Lindon Hawk, Johnny Brosnan, Jeremy Jordan, Derek Cameron, Adam Wolfe, Jacob Hall, Brendan Falke et Race Jensen.
- Deep South : The Big and the Easy 1 (Falcon) de Chi Chi LaRue, avec Josh Weston, Tom Chase, Chris Steele, Clay Maverick, Jeremy Jordan, Derek Cameron, Chad Hunt, Race Jensen, Vince Ditonno, Jason Hawke, Jason Tyler, Adam Wolfe, Sky Donovan, Aaron Parker et Sebastian Cole.
- Drenched 1 : Soaking It In (Falcon Video Pac 149) avec Chase Hunter, Lane Fuller, Brad Patton, Matthew Rush, Filippo Romano, Joe Foster, Jack Ryan, Renato Leon, Viktor Perseo, Chet Roberts et Andrew Phillips.
- Ghetto (Studio 2000, 2004) de John Travis, avec Rafael Carreras, Tico Martin, Carlos Morales, Cameron Sage, Dillon Press, Dante Foxx, Marco Paris, Andrew Rubio, Kent Larson, Sergio Anthony, Nick Young et Felipe Carson.
- Good as Gold (Falcon Video Pac 147) avec Matthew Rush, Jake Andrews, Joe Foster, Dean Tyler, Josh Weston, Jason Tyler, Brendan Falke, Nino Bacci, Jack Ryan, Cameron Fox, Derek Cameron, Paul Johnson, Brendan Austin et Steve Hogan.
- Hot Wired 2 : Turned On (Falcon Video Pac 148) avec Aiden Shaw, Josh Weston, Brad Patton, Daniel Montes, Filippo Romano, Trent Atkins, Antonio Majors et Steve Hogan.
- Splash Shots III : To the Hilt (Falcon Video Pac 141) avec Josh Harting, Matthew Rush, Daniel Montes, Josh Weston, Justin Dragon, Roland Dane, Joe Foster, Derek Cameron, Jason Hawke, Brad Benton, Charlie Moore, Robert Collins et Jim Bentley.
- Tommy's Tale (Falcon Video Pac 151) de Chi Chi LaRue, avec Chase Hunter, Talvin DeMachio, Brad Patton, Chet Roberts a.k.a. Tag Adams, Tyler Gunn, Maxx Diesel, Bobby Williams, Jacob Hall, Clay Foxe et Erik Campbell.